# UK Rampage 1993
UK Rampage 1993 è stata la quarta e ultima edizione dell'evento in pay-per-view UK Rampage, prodotto dalla World Wrestling Federation (WWF). L'evento si è svolto l'11 aprile 1993 alla Sheffield Arena di Sheffield, ed è stato trasmesso su Sky Sports. Dal 5 febbraio 2018, l'evento è disponibile sul WWE Network.

## Risultati
| #          | Incontri                                           | Stipulazioni                                          | Durata |
| ---------- | -------------------------------------------------- | ----------------------------------------------------- | ------ |
| Dark match | Jim Duggan ha sconfitto Yokozuna (con Mr. Fuji)    | Single match                                          | 03:17  |
| 1          | Fatu (con Afa) ha sconfitto Brian Knobbs           | Single match                                          | 09:43  |
| 2          | Doink the Clown ha sconfitto Kamala                | Single match                                          | 05:54  |
| 3          | Mr. Perfect ha sconfitto Samu (con Afa)            | Single match                                          | 13:34  |
| 4          | Bob Backlund ha sconfitto Damien Demento           | Single match                                          | 07:56  |
| 5          | Typhoon ha sconfitto The Brooklyn Brawler          | Single match                                          | 09:49  |
| 6          | Crush ha sconfitto Shawn Michaels (c) per countout | Single match per il WWF Intercontinental Championship | 08:51  |
| 7          | Lex Luger ha sconfitto Jim Duggan per squalifica   | Single match                                          | 06:42  |